# Лагутин, Дмитрий Александрович
Лагутин Дмитрий Александрович (род. в 1990) — российский прозаик.

## Биография
Родился 12 сентября 1990 года в городе Брянске. Окончил юридический факультет Брянского государственного университета имени академика И. Г. Петровского. Пишет прозу в жанрах рассказ, повесть, роман. 
Публиковался в журналах «Новый берег», «Нижний Новгород», «Волга», «Нева», «Юность», «Урал», «Дальний Восток», «Истоки», «Иван-да-Марья», «День литературы», «Литературная Россия», «Странник». Сетевых изданиях «ЛиTERRAтура», «Южный остров», «Камертон», «Парус».
Участник Форумов молодых писателей России, стран СНГ и зарубежья «Липки».

## Современники о Дмитрии Лагутине
Вячеслав Харченко:
«…настоящая проза — это продолжение поэзии, поэтического взгляда на мир, когда „всплеск лягушки, прыгнувшей в пруд“ оборачивается тонким пониманием мира. Это понимание, так глубоко, так понятно подготовленному читателю, что внушительные тома энциклопедий и приключенческих романов его никогда не достигнут. Дмитрий Лагутин любит мир, и это главное».
Мария Бушуева (прозаик, критик):
«Дмитрий Лагутин — продолжатель традиции классической прозы. Но продолжатель со своим особым миром, а не эпигон, коих немало».

## Награды и премии
- Победитель международного конкурса «Всемирный Пушкин» в номинации «Проза» (2017, 2018) [3];
- Лауреат национальной премии «Русский рифмы», «Русское слово» в номинации «Лучший сборник рассказов» (2018) [4];
- Победитель фестиваля-конкурса «Хрустальный родник» в номинации «проза» (2019) [5];
- Лауреат Международного литературного конкурса «Гайто» (2023) [6]